# Darker than Amber
Darker than Amber (Brasil: A Morte Não Marca Hora ) é um filme estadunidense de 1970, do gênero drama romântico-policial, dirigido por Robert Clouse, com roteiro de Ed Waters baseado no livro homônimo de John D. MacDonald.

## Sinopse
Detetive se envolve com garota, salva por ele e seu parceiro de um afogamento, não consegue evitar seu assassinato por um violento traficante, o qual decide atrair a uma armadilha durante um cruzeiro, com uma sósia da garota.

## Elenco
| · Rod Taylor           | ....... | Travis McGee         |
| · Theodore Bikel       | ....... | Meyer                |
| · Suzy Kendall         | ....... | Vangie / Merrimay    |
| · Ahna Capri           | ....... | Del                  |
| · William Smith (ator) | ....... | Terry                |
| · Janet MacLachlan     | ....... | Noreen               |
| · Robert Phillips      | ....... | Griff                |
| · Jane Russell         | ....... | "Tigresa do Alabama" |
| · James Booth          | ....... | Burk                 |
| · Oswaldo Calvo        | ....... | Manuel               |
| · Sherry Faber         | ....... | Nina                 |
| · Marcia Knight        | ....... | Landlady             |
| · James H. Frysinger   | ....... | Dewey Powell         |
| · Harry A. Wood        | ....... | Judson               |
| · Jack Nagle           | ....... | Farnsworth           |